# Katharina Wagner
Katharina Friederike Wagner (Bayreuth, 1978. május 21. –) német operarendező. A Bayreuthi Ünnepi Játékok művészeti vezetője és ügyvezető igazgatója.  Richard Wagner dédunokája és Liszt Ferenc ükunokája.

## Élete
Bayreuthban nőtt fel, és a Szabad Berlini Egyetemen tanult színházi tanulmányokat.
2002-ben mutatta be első rendezői munkáját Würzburgban.
Itt és a későbbi produkciókban egyértelműen megkülönböztette magát apja rendezési stílusától
2001-től Katharina Wagner is segítette édesapját a fesztiválmenedzsment területén. 2007-ben először bocsátott mintákat az újságírók rendelkezésére. 2008-ban kezdeményezte egy fesztivál előadásának képben és hangban való közvetlen átvitelét a bayreuthi Volksfestplatzra. 2008 áprilisában Wolfgang Wagner beleegyezett, hogy lemond a fesztivál igazgatói posztjáról két lánya, Katharina és féltestvére, Eva Wagner-Pasquier javára. Katharina Wagner 2015 szeptembere óta a fesztivál egyedüli rendezője. 
2020. április végén bejelentették, hogy Wagner „hosszú távú betegségben szenved”, ezért „további értesítésig” nem tudja irányítani a Bayreuthi Játékokot. A Regensburgi Egyetemi Kórházban kezelték akut tüdőembólia miatt. A Passauer Neue Presse 2020. szeptember közepén megjelent interjúja szerint hat hétig kómában volt, de „teljesen felépült”, és hamarosan visszatér dolgozni.
Katharina Wagnert 2021. április 1-jén nevezték ki a Nürnbergi Zeneművészeti Főiskola Főiskolái Tanácsának tagjává.

## Produkciói
- A bolygó hollandi (Würzburg, 2002)
- Lohengrin (Budapest, 2004)
- A nürnbergi mesterdalnokok (Bayreuth, 2007)
- Rienzi (Bremen, 2008)
- Trisztán és Izolda (Bayreuth, 2015)
- Lohengrin (Barcelona, 2020)

## Fordítás
- Ez a szócikk részben vagy egészben  a   Katharina Wagner című német Wikipédia-szócikk fordításán alapul.  Az eredeti cikk szerkesztőit annak laptörténete sorolja fel. Ez a jelzés csupán a megfogalmazás eredetét és a szerzői jogokat jelzi, nem szolgál a cikkben szereplő információk forrásmegjelöléseként.